# مدرسة العذراء سیدتنا بیلار
مدرسة العذراء سیدتنا بیلار هي مدرسة ثانوية دولية إسبانية تديرها وزارة التعليم الإسبانية كجزء من شبكة مراكز العمل التعليمي الخاضعة لملكية الدولة الإسبانية في الخارج، والتي تهدف إلى تعزيز ونشر اللغة والثقافة الإسبانية، حيث يُدرس في هذه المراكز التعاليم المنظمة للنظام التعليمي الإسباني، والتي تستهدف الإسبان والأجانب على حد سواء، وتكييفها مع الاحتياجات الخاصة للطلاب ومتطلبات البيئة الاجتماعية والثقافية.
تأسست مدرسة العذراء سیدتنا بیلار في عام 1914 على يد الكاهن المريمي فرانسيسكو خافيير دلماس كمدرسة تخدم التعليم الإعدادي الإلزامي ومدرسة ثانوية عليا (الباكالوريا)، وتقع في مدينة تطوان في المغرب.

## لمحة تاريخية

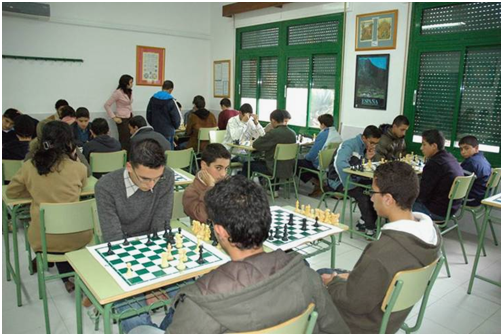

تأسست مدرسة العذراء سیدتنا بیلار في عام 1914 على يد الكاهن المريمي فرانسيسكو خافيير ديلماس لتقديم التعليم قبل المدرسي والابتدائي والثانوي والثانوي. وفي يونيو عام 1915،عُين القس عبدون بيريدا جامبوا مديرًا للمدرسة، وبدأ تحت إشرافه التدريس بالمدرسة في 8 أكتوبر عام 1915، في المنزل رقم 10 شارع سيدي علي بركة عند الصعود إلى القصبة، بالقرب من مقبرة المسلمين.
انضم للمدرسة عند تأسيسها طلابٌ إسبان ومغاربة من النخب الحاكمة للمحمية الإسبانية السابقة في المغرب. وأخذ عدد الطلاب يتزايد تدريجياً من 65 طالبًا مسجلاً في عام 1915، حتى وصل عددهم إلى 200 طالبًا مُسجّلًا في عام 1922.

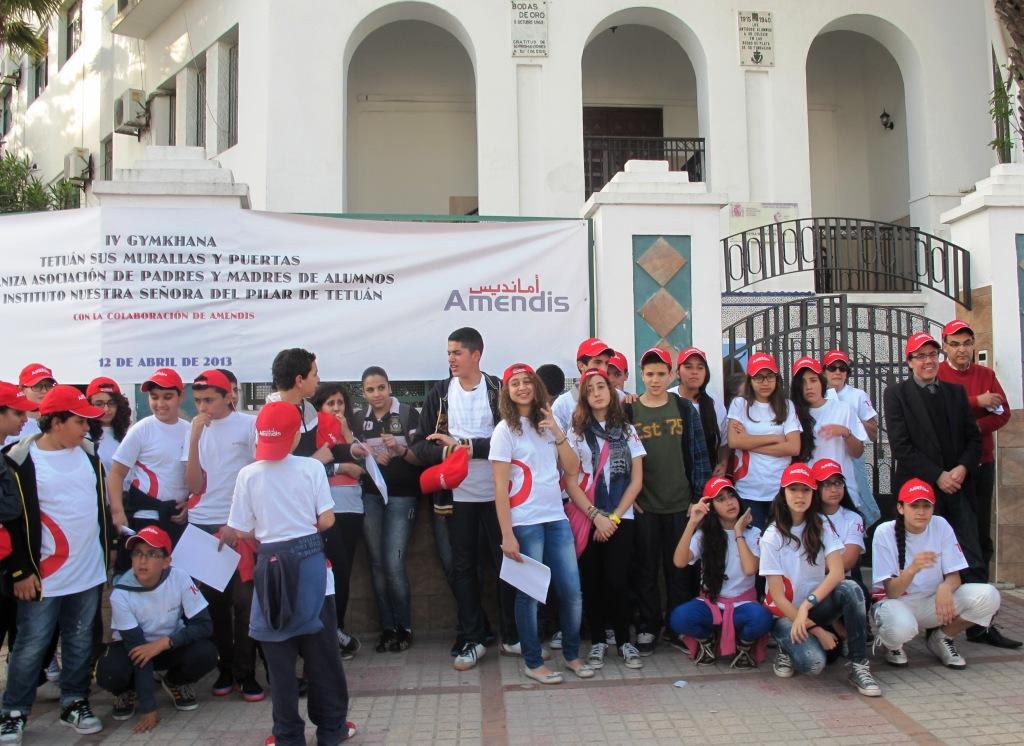

نُقلت صفوف المدرسة في 8 مايو عام 1916 إلى ما كان يُسمى بمنزل كاسا دي لوس أزوليخوس أو بيتيس لألوانه البيضاء والخضراء مثل تلك الخاصة بفريق أشبيلية، الواقع بين شارع عبد الخالق توريس وسيدي المندري، في منطقة انسانش الإسبانية. وفي عام 1919 نقلت المدرسة إلى المبنى الجديد الذي بُني في ساحة مولاي مهدي، والمعروفة باسم ساحة بريمو.

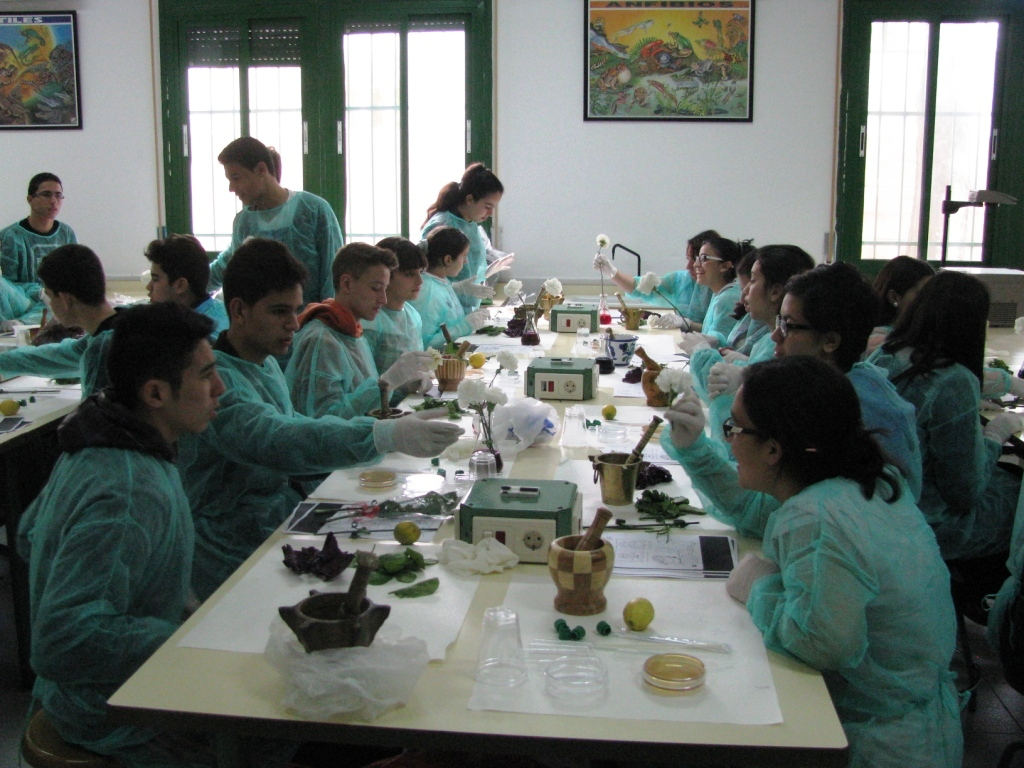

بدأ تشييد المرافق الجديدة في منطقة أفينيدا موريتانيا، والتي كانت تُعرف باسم باسيو دي لاس بالميراس سابقًا، لاستيعاب المجتمع المدرسي المتنامي في عام 1935. وفي 17 أكتوبر 1937 افتتحت المدرسة رسميًا دون تغيير أنشطتها، وكان بالمدرسة في ذلك الوقت 300 طالب مسجلين، 45 منهم من مدن أخرى في المحمية الإسبانية، وقد دفعهم للالتحاق بالمدرسة النتائج الجيدة لطلاب المرحلة الثانوية في مدرسة العذراء سیدتنا بیلار إلى جانب أسباب أخرى.

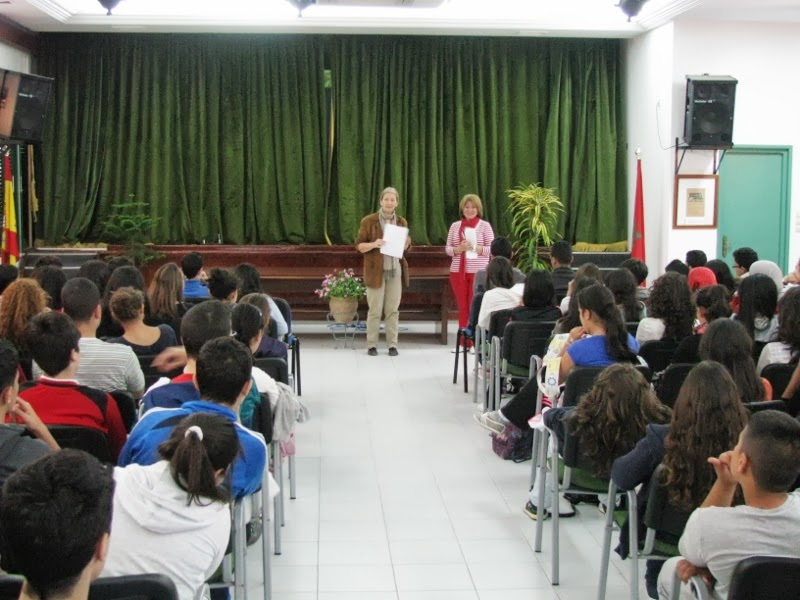

استمرت أنشطة المدرسة بشكل طبيعي بعدما أصبحت المغرب دولة مستقلة في عام 1956، وأخذت أعداد الطلاب المغاربة الملتحقين بالمدرسة تتزايد، وهو الأمر الذي عوض تناقص الطلاب الإسبان، وأُعيد تشغيل فصول الحضانة الموجودة في المقصف الحالي للمدرسة.

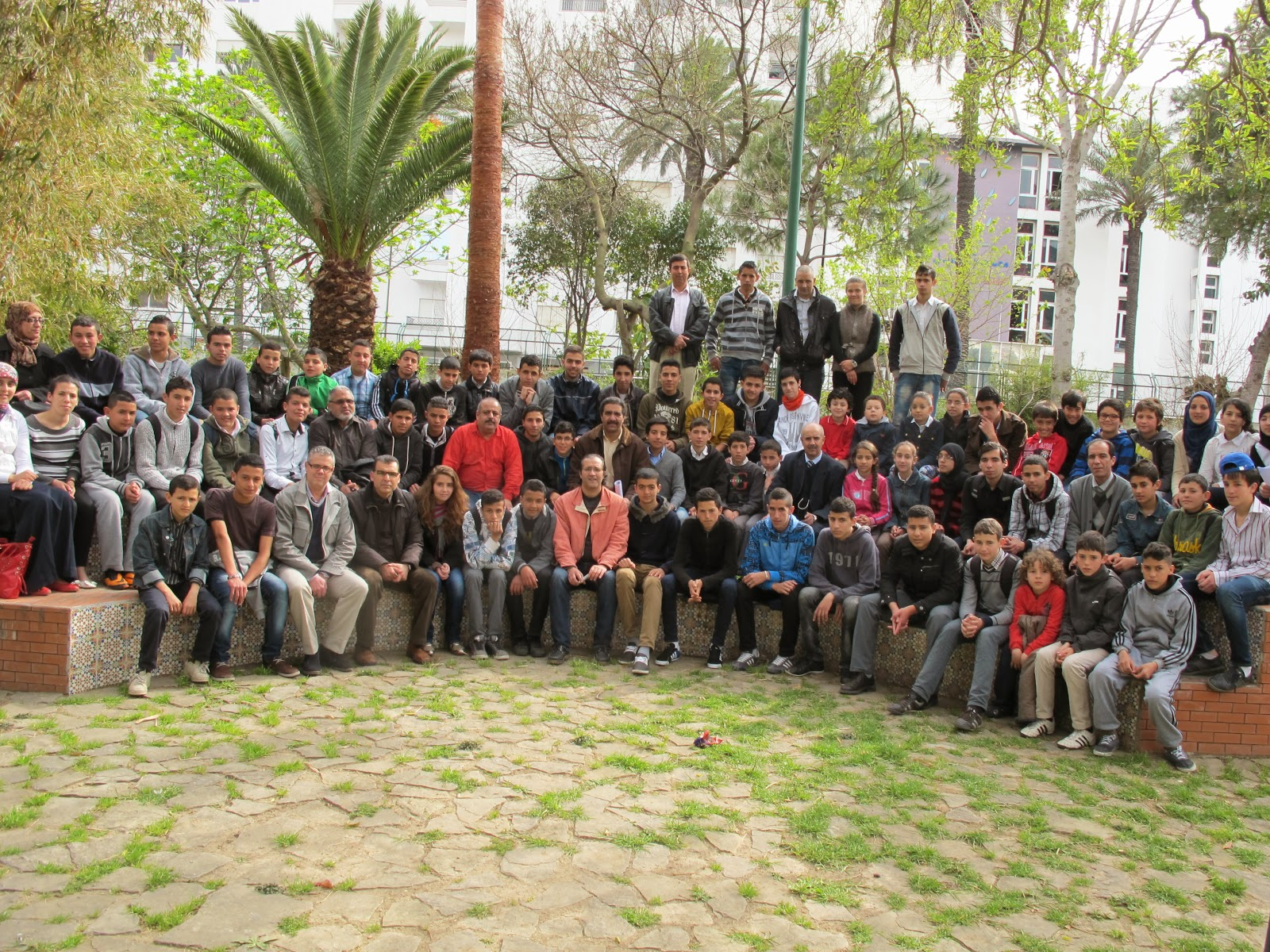

أدت التغيرات التي حدثت في إسبانيا مع التنمية الاقتصادية ودخول القانون العام للتعليم لعام 1970 إلى حيز التنفيذ، إلى تزايد من عدد الإسبان القادرين على الالتحاق بالتعليم، وكان ذلك ملحوظًا أيضًا بشكل كبير في مدينة تطوان. كما أن إغلاق بعض المراكز التعليمية الأخرى المماثلة في المدينة ساعد مدرسة العذراء سیدتنا بیلار أن تُصبح عمليًا في طليعة مراكز التعليم الثانوي الإسباني، وقد يكون هذا أحد الأسباب التي أدت إلى تحويلها إلى مدرسة ثانوية وطنية، ففي 6 سبتمبر عام 1973 صدر قرار وزاري تقع بموجبه مسؤولية تعيين مدير المدرسة وتعيين الموظفين على عاتق وزارة التعليم والعلوم بناءً على اقتراح شركة ماري اعتبارًا من العام الدراسي 1973-1974.

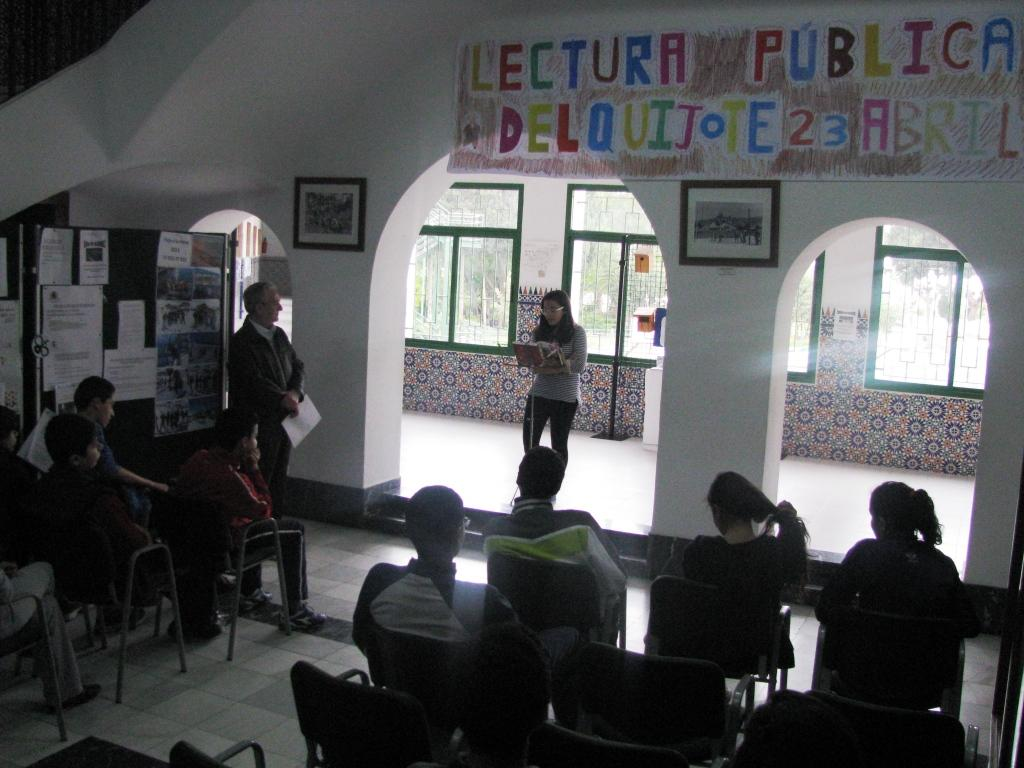

دعت وزارة التربية والعلوم في عام 1983 إلى مسابقة لتوفير جميع الأماكن التي لم تكن تحت نظام لجنة الخدمة. وهكذا بدأت مرحلة جديدة لمدرسة العذراء سیدتنا بیلار اعتبارًا من العام الدراسي 1983-84، حيث اختفى تأثير المجتمع المريمي وأصبحت المدرسة جزءًا من شبكة المراكز التعليمية التي تمتلكها إسبانيا في الخارج.

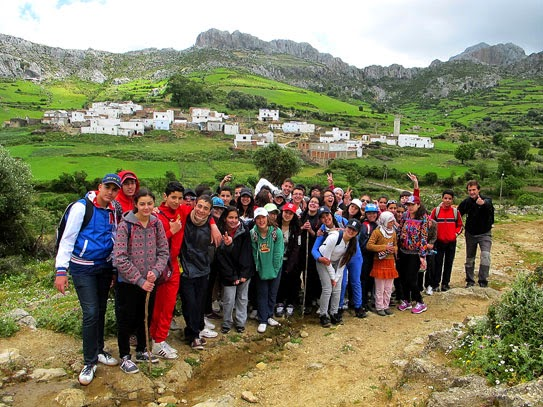

أقيمت خلال العامين الدراسيين 2014-2015 و2015-2016 فعاليات تذكارية مختلفة للذكرى المئوية لمدرسة العذراء سیدتنا بیلار كثاني أقدم مؤسسة تعليمية إسبانية نشطة في المغرب. تحافظ مدرسة العذراء سیدتنا بیلار على مكانتها في مدينة تطوان كمركز تعليمي متميز ومرجع تاريخي للمدينة.

## المرافق
تتكوّن مرافق مدرسة العذراء سیدتنا بیلار من 17 فصلاً دراسيًا، وورشة عمل تكنولوجية، ومختبرًا للعلوم الطبيعية، ومختبرًا للفيزياء، ومختبرًا للكيمياء، وقاعة تجميع، وجناحًا رياضيًا، وملعبًا لكرة القدم مغطى بالعشب الطبيعي، وحديقة نباتية واحدة، وغرفة للحاسب الآلي، وخدمة تصوير أشعة الشمس، ومكتبة وكافيتريا وملعب رياضي. وتحتوي العديد من الفصول الدراسية للمدرسة على شاشات تلفزيون أو ألواح بيضاء رقمية.

## المناهج
تُدرّس مدرسة العذراء سیدتنا بیلار في مرحلة التعليم الثانوي الإلزامي وتعليم البكالوريا مناهج العلوم والإنسانيات، وفقًا للمناهج الإسبانية مع التكيف مع البيئة الاجتماعية المغربية، ويدرس جميع الطلاب اللغة العربية على جميع المستويات، بالإضافة إلى المناهج الإسبانية.

## الدارسين والمعلمين

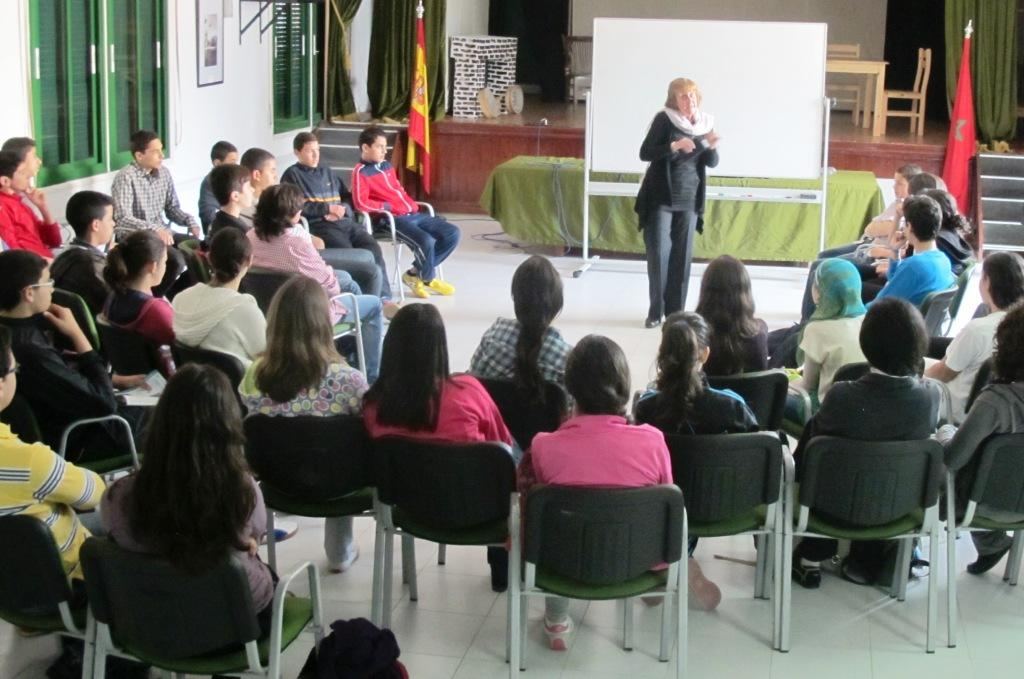
إحدى قاعات الدراسة في

تضم مدرسة العذراء سیدتنا بیلار حاليًا 280 طالبًا موزعين على خطين تعليميين (8 مجموعات للمرحلة الإعدادية و4 مجموعات للبكالوريا). تسمح حكومة الجمهورية الإسبانية الثانية بالتحاق الطلاب الأوائل إلى المدرسة. وتتولى وزارة التعليم والتدريب المهني اختيار وتعيين معلمي المدرسة بطريقة الإعارة المؤقتة لمدة أقصاها 6 سنوات أكاديمية، بالإضافة إلى الأساتذة المرتبطون أو المفوضون، وهم موظفون مدنيون يُعينون من خلال خوض مسابقة الجدارة (المنافسة - المعارضة)، ويُعين معلمي اللغة العربية وفقًا لاتفاقيات التعاون الإسبانية المغربية.

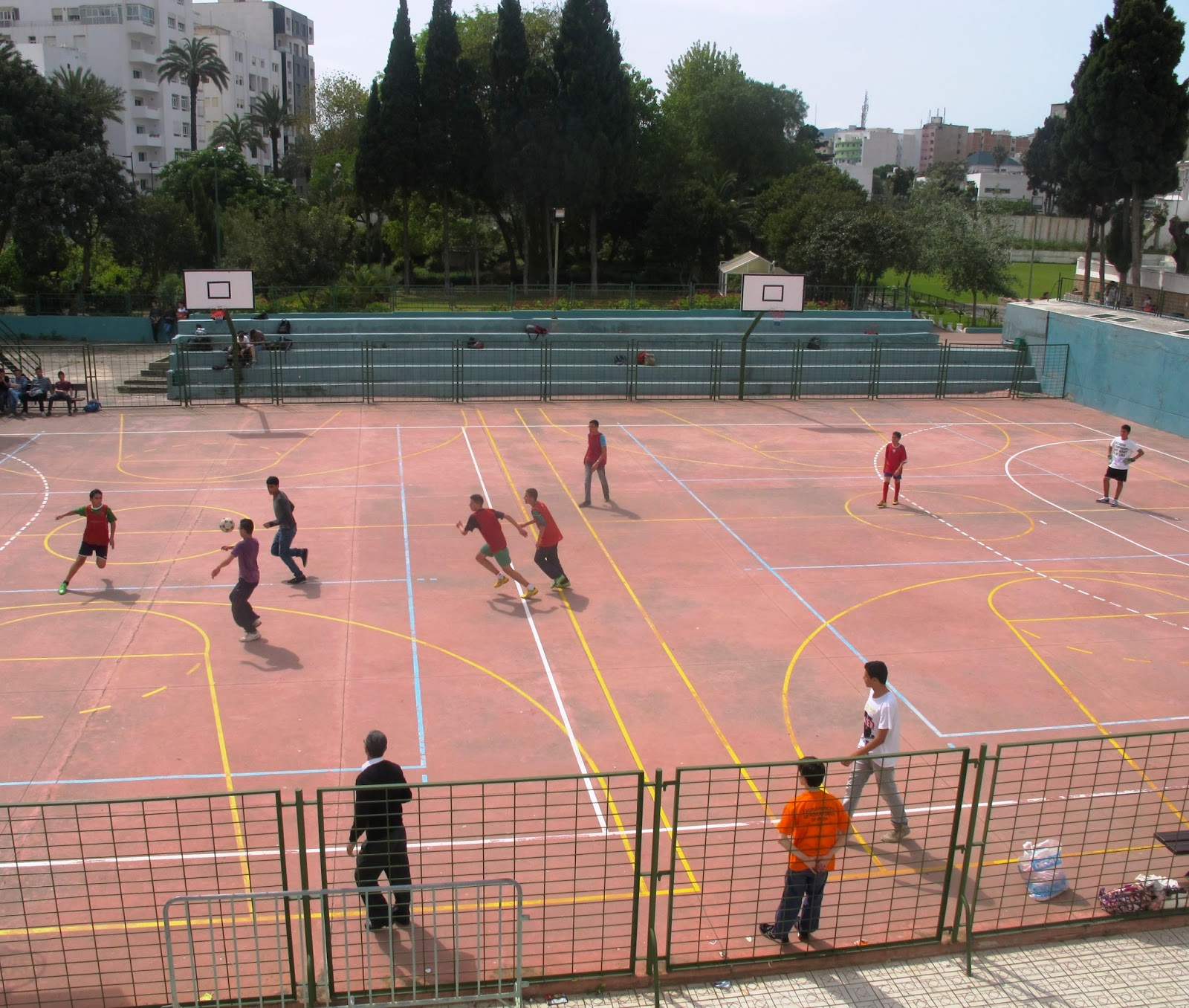

يأتي القوام الرئيسي لطلاب المدرسة من مدينة تطوان وبدرجة أقل من المدن المجاورة الأخرى مثل مرتيل ورينكون وكاستيليخوس، وغالبية الطلاب هم من حملة الجنسية المغربية الذين لديهم روابط ثقافية واجتماعية واقتصادية قوية بإسبانيا، كما ازداد خلال السنوات الأخيرة بشكل ملحوظ التحاق الطلاب المغاربة الذين كانوا مهاجرين في إسبانيا ثُم عادوا إلى المغرب حديثًا بالمدرسة.

## الأنشطة
تقدم مدرسة العذراء سیدتنا بیلار إلى جانب المناهج الدراسية، مجموعة واسعة من الأنشطة التكميلية والتي تتضمن ورش العمل المختلفة مثل حديقة المدرسة والمسرح والمجلات المدرسية والفنون والتكنولوجيا والرياضة والقراءة والخط العربي والشطرنج والأنشطة العلمية المعملية. كما يتمّ خلال العام الدراسي تنظيم العديد من الرحلات والزيارات مثل زيارات صالات الألعاب الأولمبية الرياضية للمراكز التعليمية الإسبانية في المغرب، ورحلة الأنشطة الشتوية إلى سييرا نيفادا لطلاب الصفين الأول والثاني من المرحلة الإعدادية، والرحلة اللغوية إلى باريس لطلاب الصف الثالث من المرحلة الإعدادية، و رحلة دراسية إلى إسبانيا لطلاب السنة الرابعة من المرحلة الإعدادية، ورحلة دراسية إلى الصحراء المغربية لطلاب السنة الأولى من البكالوريا ورحلة ثقافية إلى متاحف مدريد للسنة الثانية من البكالوريا.

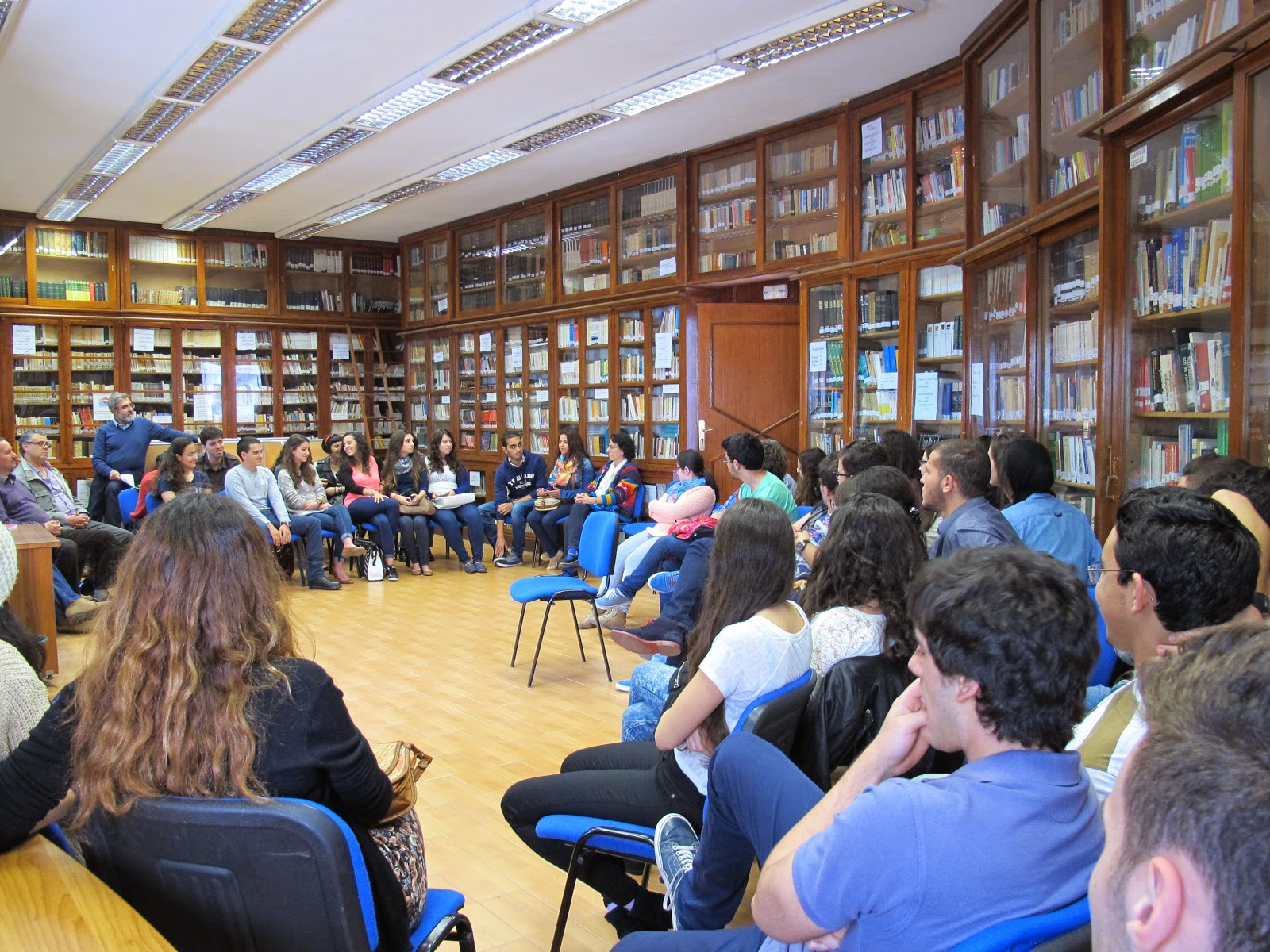

كما تتعاون مدرسة العذراء سیدتنا بیلار مع بقية المؤسسات التعليمية الإسبانية الموجودة في مدينة تطوان مثل مدرسة جاسينتو بينافينتي الإسبانية، ومعهد خوان دي لا سيرفا للتدريب المهني، ومعهد سرفانتس، من خلال تنظيم أنشطة برنامج سنوي بعنوان "أبريل: شهر الثقافة الإسبانية".